# 英格蘭的瑪蒂爾達
英格蘭的瑪蒂爾達（英語：Matilda of England，1156年6月—1189年6或7月），薩克森公爵夫人、巴伐利亞公爵夫人，英格蘭國王亨利二世的女兒。

## 家庭
1168年，瑪蒂爾達與獅子亨利結婚，兩人共有3子1女：
1. 里岑莎（1172年—1209/10年），佩爾什伯爵夫人
2. 海因里希（約1173年—1227年），普法爾茨伯爵
3. 鄂圖四世（1175年—1218年），神聖羅馬皇帝
4. 威廉（英语：William of Winchester, Lord of Lunenburg）（1184年—1213年）